# フランスの小郡

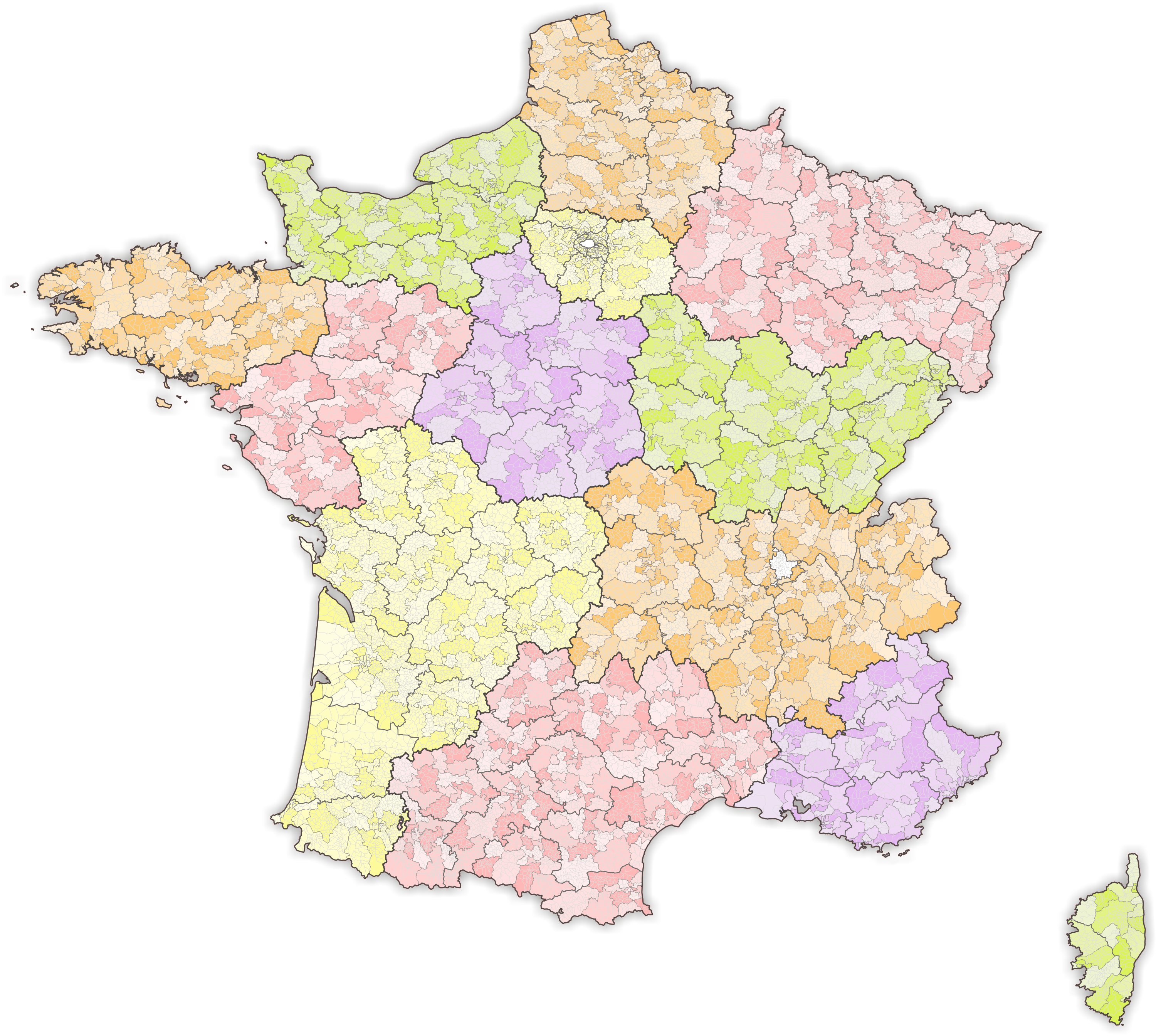
2022年時点のフランス本土の小郡

小郡 (canton, カントン) とは、フランスにおける行政区分のうちの１つであり、100の県 (département) 及び342の郡 (arrondissement) をさらに細かく区分けしている。また、ジュネーブ州などスイスのフランス語圏の「州」を表記する場合は "canton" だが、ドイツ語圏の場合には "kanton" 、イタリア語圏の場合には "cantone" となる。スイスの地方行政区画も参照。
公共サービスおよび司法を管理するための単位としての役割を除けば、現在の小郡の役割は各県における議会選挙の選挙区として機能する事である。この事から、このような選挙の事をフランスでは、小郡選挙(Élection cantonale)と呼んでいる。
2016年1月1日時点で小郡は2,054あるが、200万人以上の人口を持つパリからたった1人のみのロッシュフルシャまで人口規模に幅のあるコミューンとは異なり、小郡は人口規模においておおよそ等しくなるように設定されている。この事から、大きなコミューンが幾つかの小郡を包含する事もあるものの、多くの小郡はいくつかのコミューンが集まって構成されている。

## 役割と運営
本質的に、小郡の役割は県議会議員選挙の枠組みを提供する事にある。それぞれの小郡はフランスにおける重要な行政区画である県の議会に代議士を選出する。
都市部においては、一般的に1つのコミューンがいくつかの小郡を含んでいる。逆に地方においては、小郡はいくつかの小さなコミューンを含むのが通例である。その場合、行政サービス、例えば国家憲兵本部などはしばしば小郡における重要な街である小郡庁所在地（chef-lieu）に置かれる。しかし例外もあり、ガイヨン＝カンパーニュ（Gaillon-Campagne）小郡やサルグミーヌ＝カンパーニュ（Sarreguemines-Campagne）小郡はその小郡に属さないコミューンに小郡庁所在地を置いている。
INSEEによる統計によって、パリの下位行政区分である20の行政区は小郡として扱われる事があるが、他の小郡のような選挙上の役割は無い。
また、小郡は第一審裁判所（Tribunal d'instance）の管轄範囲として司法上の区域区分を形成する。この事から歴史的に小郡は裁判区（justices de paix）と呼ばれている。

## 歴史
小郡は1790年に県と共に革命委員会によって、地域区分(Comité de division)として造られた。当時は現在より遥かに多くの小郡があり、その数は各県に40～60程度であった。
当初、小郡は区(district)と呼ばれたものに分類されていた。1800年に区は廃止され、執政政府は区を郡へと再編した。
その後、小郡の数は1801年1月28日の革命暦9年プリュヴィオーズ8日法(Loi du 8 pluviôse an IX)もしくは裁判区数削減法(Loi portant réduction du nombre de justices de paix)と呼ばれる法律によって県あたり30～50程度へと大幅に削減された。県知事は政府よりコミューンを新たに設置された小郡に分類するよう指示を受けた。県によるリストは政府の承認を経て、1801年と1802年に刊行された法令集（fr:Bulletin des lois）にて公表された。人口増減に伴う小郡の新設・廃止はあるものの、これらのリストは今日でもフランスの行政区分の根拠となっている。新設・廃止の結果、全体として小郡数は大幅に増加している。
2013年5月17日に採択された新たな選挙法を基に、2015年の選挙に合わせて大規模な再編が行われた。2013年1月1日時点で4,032あった小郡は、2016年1月1日時点で2,054まで減少した。また海外県のマルティニークとフランス領ギアナ（ギュイヤンヌ県）は小郡に基づかない選挙区を新たに制定し、小郡をすべて廃止した。